# Les Chants magnétiques
Pour l’article ayant un titre homophone, voir Les Champs magnétiques.
Albums de Jean-Michel Jarre
Équinoxe
(1978) Les Concerts en Chine
(1982)
Singles
1. Les chants magnétiques Part 2
Sortie : 1981
2. Les chants magnétiques Part 4
Sortie : 1981
3. The Last Rumba - Les Chants magnétiques Part 5 (Uniquement au Pays-Bas)
Sortie : 1981

Les Chants magnétiques est le cinquième album studio de Jean-Michel Jarre, sorti en 1981.

## Historique et enregistrement

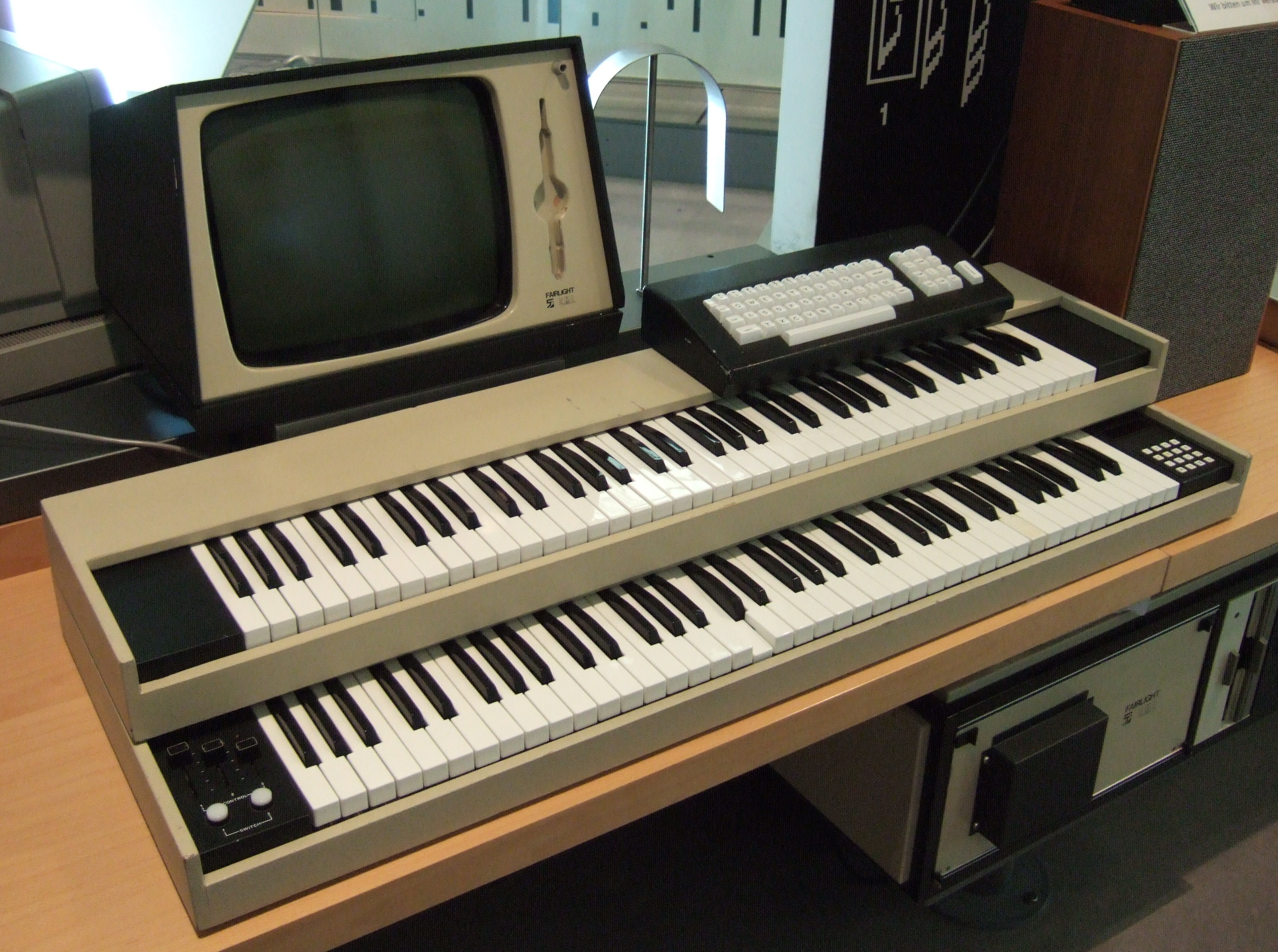
Un Fairlight CMI

Après Oxygène et Équinoxe - dédiés à la nature, Jean-Michel Jarre choisit comme thème principal l'action des Hommes sur leur milieu. L'album contient ainsi des échantillons plus ou moins transformés de bruits de trains, de rouages, des bruits métalliques et mécaniques.
L'album est enregistré dans le studio personnel de l'artiste à Croissy-sur-Seine dans les Yvelines.
Cet album est l'un des premiers à utiliser la technique de l'échantillonnage numérique. Jean-Michel Jarre a été particulièrement inspiré par Andy Warhol et par une fascination pour la reproductibilité des sons digitaux. Il est l'un des premiers artistes à utiliser l'échantillonneur Fairlight CMI. Il utilise également :
- Korg KR 55
- Elka 707
- Eminent 310 U
- MDB Polysequencer
- RSF Expander Kobol
- ARP 2600
- EMS Synthi AKS
- EMS Synthi VCS3
- Moog Taurus Pedal Synthesizer
- Oberheim OB-X
- Sequential Circuits Prophet 5
- EMS Vocoder 1000
- Korg VC-10
- Electro-Harmonix Echoflanger

La première partie couvre toute la première face du disque et est divisée en trois mouvements distincts. Le premier, développé autour d'une séquence rapide, a été utilisé comme thème musical pour la série télévisée américaine Bare Essence de 1982 à 1983. Le second, plus lent, met notamment en évidence le potentiel sonore du Fairlight CMI, laissant ainsi entrevoir le son du prochain album Zoolook sorti en 1984.

## Singles
Les chants magnétiques Part 2 et Les chants magnétiques Part 4 sont publiés en singles en 1981. Un clip de la Part 2 est réalisé.

## Pochette
La pochette a été réalisée par l'illustrateur Rémy Magnon. Elle contient une photo en gros plan du visage de Jean-Michel Jarre de face et centrée avec précision couvrant les recto et verso de la pochette (la partie gauche de la photo se trouvant visible au verso, la droite au recto). L'iris et la pupille de chaque œil sont colorées en contraste d'un même motif représentant la planète Terre (bleu pour les océans, blanc pour les continents), ce qui donne à l'ensemble un caractère surréaliste.

## Titre de l'album
Le titre de l'album, faisant référence au phénomène physique de champs magnétiques, est bilingue (Les Chants Magnétiques/Magnetic Fields). Il est en effet inscrit de la même façon en français au recto de la pochette et en anglais au verso. Le jeu de mots sur le titre français de l'album, Les Chants magnétiques, est pourtant intraduisible en anglais, Magnetic Fields.
Le nom de cet album est aussi une référence au livre poétique Les Champs magnétiques d'André Breton et Philippe Soupault.[réf. nécessaire]

## Liste des pistes
| 1.    | Les Chants magnétiques Part 1 | 17:49 |
| 2.    | Les Chants magnétiques Part 2 | 3:59  |
| 3.    | Les Chants magnétiques Part 3 | 4:15  |
| 4.    | Les Chants magnétiques Part 4 | 6:18  |
| 5.    | Les Chants magnétiques Part 5 | 3:30  |
| 35:51 |                               |       |